# Polska na Zimowych Igrzyskach Paraolimpijskich 2010
| Występy Polaków na Zimowych Igrzyskach Paraolimpijskich 2010 |     |   |   |   |      |      |      |      |      |     |
| Sportowcy                                                    | Lp. | Z | S | B | 4 m. | 5 m. | 6 m. | 7 m. | 8 m. | Pkt |
| 12                                                           |     |   |   | 1 | 1    | 1    |      |      | 1    | 16  |

Reprezentacja Polski na Zimowe Igrzyska Paraolimpijskie 2010 liczyła 12 reprezentantów (5 w narciarstwie alpejskim i 7 w narciarstwie klasycznym).

## Medale
| Medal | Zawodnik           | Sport             | Wydarzenie                    | Data     |
| ----- | ------------------ | ----------------- | ----------------------------- | -------- |
|       | Katarzyna Rogowiec | Biegi narciarskie | 15 kilometrów kobiet – stojąc | 15 marca |

| Medale według sportów | Medale według sportów | Medale według sportów | Medale według sportów | Medale według sportów |
| --------------------- | --------------------- | --------------------- | --------------------- | --------------------- |
| Sport                 | złoto                 | srebro                | brąz                  | suma                  |
| Biegi narciarskie     | 0                     | 0                     | 1                     | 1                     |
| W sumie               | 0                     | 0                     | 1                     | 1                     |

## Kadra

### Narciarstwo alpejskie
| Zawodnik                              | Konkurencja     | Wyścig     | Wyścig     | Wyścig     | Wyścig     | Miejsce końcowe |
| Zawodnik                              | Konkurencja     | 1 przejazd | 1 przejazd | 2 przejazd | 2 przejazd | Miejsce końcowe |
| Zawodnik                              | Konkurencja     | Czas       | Rk         | Czas       | Rk         | Miejsce końcowe |
| ------------------------------------- | --------------- | ---------- | ---------- | ---------- | ---------- | --------------- |
| Michał Klos                           | slalom          | 1:02.83    | 33         | 1:05.42    | 33         | 33.             |
| Michał Klos                           | slalom gigant   | 1:24.29    | 31         | 1:25.73    | 30         | 30.             |
| Maciej Krężel Anna Ogarzyńska (pilot) | slalom          | 0:55.16    | 12         | 1:01.65    | 9          | 8.              |
| Maciej Krężel Anna Ogarzyńska (pilot) | slalom gigant   | 1:28.69    | 13         | 1:28.97    | 8          | 9.              |
| Jarosław Rola                         | slalom          | DNF        | –          | –          | –          | DNF             |
| Jarosław Rola                         | slalom gigant   | 1:30.80    | 22         | DSQ        | –          | DSQ             |
| Andrzej Szczęsny                      | slalom          | 58.84      | 25         | 59.50      | 26         | 26.             |
| Andrzej Szczęsny                      | slalom gigant   | 1:23.36    | 27         | 1:22.02    | 25         | 25.             |
| Andrzej Szczęsny                      | supergigant     |            |            |            |            | .               |
| Andrzej Szczęsny                      | superkombinacja |            |            |            |            | .               |
| Rafał Szumiec                         | slalom          | 1:05.30    | 33         | 1:09.90    | 25         | 27.             |
| Rafał Szumiec                         | slalom gigant   | DSQ        | –          | –          | –          | DSQ             |

### Narciarstwo klasyczne

#### Biathlon
Mężczyźni
| Zawodnik       | Konkurencja            | Wyścig      | Wyścig   | Wyścig  |
| Zawodnik       | Konkurencja            | karne rundy | czas     | miejsce |
| -------------- | ---------------------- | ----------- | -------- | ------- |
| Sylwester Flis | 2,4 kilometra siedząc  | 4+4         | 12:32.18 | 25.     |
| Jan Kołodziej  | 3 kilometry stojąc     | 0+1         | 10:05.62 | 13.     |
| Kamil Rosiek   | 2,4 kilometra siedząc  | 2+1         | 9:54.83  | 15.     |
| Kamil Rosiek   | 12,5 kilometra siedząc | 2+0+3+1     | 53:22.3  | 17.     |
| Robert Wątor   | 2,4 kilometra siedząc  | 1+1         | 9:54.47  | 14.     |
| Robert Wątor   | 12,5 kilometra siedząc | 2+1+1+0     | 51:51.0  | 14.     |

Kobiety
| Zawodnik           | Konkurencja           | Wyścig      | Wyścig   | Wyścig  |
| Zawodnik           | Konkurencja           | karne rundy | czas     | miejsce |
| ------------------ | --------------------- | ----------- | -------- | ------- |
| Arleta Dudziak     | 3 kilometry stojąc    | 2+4         | 14:24.19 | 12.     |
| Arleta Dudziak     | 12,5 kilometra stojąc | 0+2+0+1     | 56:31.9  | 12.     |
| Anna Mayer         | 3 kilometry stojąc    | 3+4         | 20:57.01 | 13.     |
| Katarzyna Rogowiec | 3 kilometry stojąc    | 0+1         | +2:12.2  | 5.      |
| Katarzyna Rogowiec | 12,5 kilometra stojąc | 0+0+1+2     | 49:21.4  | 4.      |

#### Biegi narciarskie
Sprint
| Zawodnik           | Konkurencja     | Zawody       | Zawody       | Zawody      | Zawody      | Zawody   | Zawody   | Zawody | Zawody | Zawody          |
| Zawodnik           | Konkurencja     | Kwalifikacje | Kwalifikacje | Ćwierćfinał | Ćwierćfinał | Półfinał | Półfinał | Finał  | Finał  | Miejsce końcowe |
| Zawodnik           | Konkurencja     | Czas         | Lp.          | Czas        | Lp.         | Czas     | Lp.      | Czas   | Lp.    | Miejsce końcowe |
| ------------------ | --------------- | ------------ | ------------ | ----------- | ----------- | -------- | -------- | ------ | ------ | --------------- |
| Sylwester Flis     | sprint mężczyzn |              |              |             |             |          |          |        |        | .               |
| Jan Kołodziej      | sprint mężczyzn |              |              |             |             |          |          |        |        | .               |
| Kamil Rosiek       | sprint mężczyzn |              |              |             |             |          |          |        |        | .               |
| Robert Wątor       | sprint mężczyzn |              |              |             |             |          |          |        |        | .               |
| Arleta Dudziak     | sprint kobiet   |              |              |             |             |          |          |        |        | .               |
| Anna Mayer         | sprint kobiet   |              |              |             |             |          |          |        |        | .               |
| Katarzyna Rogowiec | sprint kobiet   |              |              |             |             |          |          |        |        | .               |

Biegi długodystansowe
| Zawodnik                                     | Konkurencja                     | Wyścig   | Wyścig  |
| Zawodnik                                     | Konkurencja                     | czas     | miejsce |
| -------------------------------------------- | ------------------------------- | -------- | ------- |
| Arleta Dudziak                               | 5 kilometrów                    | 20:43.8  | 15.     |
| Sylwester Flis                               | 10 kilometrów                   | DNF      | –       |
| Anna Mayer                                   | 5 kilometrów                    | 20:52.3  | 16.     |
| Katarzyna Rogowiec                           | 5 kilometrów                    | 19:01.2  | 12.     |
| Katarzyna Rogowiec                           | 15 kilometrów                   | 51:04.10 | brąz    |
| Kamil Rosiek                                 | 10 kilometrów                   | 30:30.7  | 23.     |
| Kamil Rosiek                                 | 15 kilometrów                   | 45:21.20 | 20.     |
| Robert Wątor                                 | 10 kilometrów                   | 30:15.8  | 20.     |
| Robert Wątor                                 | 15 kilometrów                   | 45:25.90 | 21.     |
| Arleta Dudziak Anna Mayer Katarzyna Rogowiec | sztafeta kobiet 3x2,5 kilometra |          | .       |